# Brestovec (Nitra)
Brestovec (in ungherese Szilas) è un comune della Slovacchia facente parte del distretto di Komárno, nella regione di Nitra.